# マーリカ・ヤルヴィ
マーリカ・ヤルヴィ（Maarika Järvi, 1964年1月29日 - ）は、エストニア出身のフルート奏者。

## 経歴
タリンの生まれ。タリン音楽院でフルートを学んだが、1980年に父ネーメがアメリカに出国したのに便乗してアメリカに渡り、ボストンのニューイングランド音楽院でドリオ・アンソニー・ドワイヤーとロイス・シェーファーにフルートを学んだ。またカーネギー・メロン大学でジュリアス・ベイカーの指導も受け、音楽の修士号を取得した。1994年から1998年までスペイン放送交響楽団の首席フルート奏者を務め、以後はソリストとしてスペイン国内のオーケストラはもとよりエーテボリ交響楽団、デトロイト交響楽団や日本フィルハーモニー交響楽団などに客演している。